# Маркс Фугер фон Кирхберг-Вайсенхорн
Маркс Фугер фон Кирхберг-Вайсенхорн (на немски: Marx Fugger von Kirchberg-Weissenhorn, Markus (IV) Fugger; * 26 април 1564; † 11 декември 1614, Аугсбург) е граф на Фугер и господар на Кирхберг-Вайсенхорн в Бавария.

## Произход
Той е син на търговеца фрайхер Ханс (Йохан) Фугер фон дер Лилие (1531 – 1598) и съпругата му фрайин Елизабет Нотхафт фон Вайсенщайн († 1582). Племенник е на Маркус Фугер († 1597) и внук на банкера Антон Фугер († 1560). Брат е на Кристоф Фугер фон Кирхберг-Вайсенхорн господар на Кирххайм-Гльот (1566 – 1615) и на Якоб Фугер (1567 – 1626), епископ на Констанц (1604 – 1626).
През 1507 г. Фугерите купуват графството Кирхберг и господството Вайсенхорн.

## Фамилия
Първи брак: на 15 февруари 1589 г. в Зигмаринген с графиня Анна Мария фон Хоенцолерн-Зигмаринген (* 16 януари 1573, Ензисхайм; † 1 юни 1598), дъщеря на граф Карл II фон Хоенцолерн-Зигмаринген (1547 – 1606) и Евфросина графиня фон Йотинген-Валерщайн (1552 – 1590). Те имат пет деца:
- Якоб Карл (пр. 1590 – 1590)
- Йоханес Фугер (21 февруари 1591 – 15 април 1638), граф на Кирхберг и Вайсенхорн, господар на Кирхайм и Шмихен, женен на 6 октомври 1613 (развод 1629/1630) за фрайин Трушсес Елизабет фон Валдбург (1589 – 1630)
- Карл (1593 – 1593)
- Мария Евфросина (1594 – 1594)
- Христопф (1595 – 1595)

Втори брак: на 16 ноември 1598 г. с фрайин Мария Салома фон Кьонигсег († 1 юни 1601), дъщеря на фрайхер Йохан Якоб фон Кьонигсег († 1567) и графиня Елизабет фон Монтфорт-Ротенфелс-Васербург. Те имат една дъщеря:
- Мария Елизабет (28 февруари 1600 – 6 декември 1652), омъжена 1629 г. за граф Карл Фугер фон Кирхберг-Вайсенхорн (1597 – 1662), син на граф Северин Фугер фон Кирхберг-Вайсенхорн-Швабмюнхен († 1601) и Катарина фон Хелфенщайн-Визенщайг († 1627).